# Senhora da Hora
Senhora da Hora era una freguesia portuguesa del municipio de Matosinhos, distrito de Oporto.

## Historia
Fue suprimida el 28 de enero de 2013, en aplicación de una resolución de la Asamblea de la República portuguesa promulgada el 16 de enero de 2013 al unirse con la freguesia de São Mamede de Infesta, formando la nueva freguesia de São Mamede de Infesta e Senhora da Hora.

## Patrimonio
- Casa e Quinta de São Gens (terreno y jardines inclusive)
- Capela da Nossa Senhora da Hora
- Capela de Nossa Senhora da Penha
- Igreja da Nossa Senhora da Hora
- Monumento dos Centenários
- Casa Sapage
- Quinta do Viso
- Fonte das Sete Bicas